# 世界の戦争孤児の日
世界の戦争孤児の日(英: World Day for War Orphans)は、フランスのNGOSOS Enfants En Detressesによって策定された国際記念日。1月6日が指定されている。

## 概要
SOS Enfants En Detresses(SOSEED)は、厳しい環境に置かれた戦争孤児の状況を知る日としている。
21年間政府が存在せずに長らく崩壊国家状態にあったソマリアなど行政機能が崩壊していた国もあり、現在、戦争孤児の正確な統計は存在していないものの、2013年の孤児の総数(戦争外の原因も含む全ての孤児)で1億4000万人と推測されている。その内のひとつアフガニスタンでは30年続いた戦争（1978年以降のアフガニスタン紛争）とエイズなどの病気の流行および天災により推定200万人の孤児がおり、その内100万人以上が外傷後ストレス症候群（PTSD）、人に1人が5歳まで育たず死亡し、生き残った子供も1割が栄養失調状態と見なされている。
なお、類似した記念日に「世界孤児の日」(World Orphans Day,10月31日)があり国連認定を目指しているが、この「世界の戦争孤児の日」とは別のものである。